# Pater familias
Pater familias (łac. „ojciec rodziny”) – głowa rodziny agnatycznej w starożytnym Rzymie. Ojcem rodziny mógł być jedynie męski obywatel rzymski, bez względu na wiek, niepodlegający władzy ojcowskiej innego pater familias – był zatem osobą sui iuris.
Miał (jako obywatel sui iuris) zdolność prawną i – osiągnąwszy odpowiedni wiek – zdolność do czynności prawnych. Względem członków swojej rodziny (osób alieni iuris) posiadał szereg uprawnień (prawo życia i śmierci). Nad dziećmi miał władzę zwaną patria potestas, nad żoną – manus, a nad niewolnikami – dominica potestas.
Ze względu na dawność pojęcia w łacinie w wyrażeniu pater familias, podobnie jak w mater familias, zachowała się archaiczna końcówka dopełniacza -as.
 Zapoznaj się z zastrzeżeniami dotyczącymi pojęć prawnych w Wikipedii.